# Cantonul Montpellier-9
Cantonul Montpellier-9 este un canton din arondismentul Montpellier, departamentul Hérault, regiunea Languedoc-Roussillon, Franța.

## Comune
- Montpellier (parțial)

De volgende wijken van Montpellier maken deel uit van dit kanton:
- Mosson
- La Paillade
- Celleneuve
- Les Hauts de Massane
- Blayac-Pierres Vives
- Malbosc
- Le Grand Mail
- Les Tritons